# Coleophora insulicola
Coleophora insulicola é uma espécie de mariposa do gênero Coleophora pertencente à família Coleophoridae.